# Guerra de Palmira
La Guerra de Palmira fue una campaña que el Emperador Aureliano encabezó con el fin de recuperar los territorios orientales del imperio, que, bajo Zenobia, que había usurpado el título de su esposo Odenato, corrector Orientis, se habían independizado como el Imperio de Palmira.
Zenobia se había proclamado Reina de Reyes de Palmira, Imperatrix Romanorum, Augusta y había asumido el título divino de Descendiente de Cleopatra y logró extender efectivamente su autoridad sobre todas las provincias orientales del Imperio Romano: Cilicia, Siria, Mesopotamia, Capadocia y Egipto.
La campaña terminó con el asedio y conquista de Palmira y la captura de la Reina.
Por su triunfo, Aureliano fue recordado no solo como Palmyrenicus maximus, sino también como Adiabenicus, Parthicus maximus, Persicus maximus, pero sobre todo como Restitutor orbis, ya que tuvo éxito en reunificar el Imperio derrotando a los usurpadores primero de Palmira y luego de los Galos.

## Contexto histórico
A partir de 260, hasta aproximadamente 274, el Imperio Romano sufrió la secesión de dos vastas áreas territoriales, aunque esta anómala situación permitió su supervivencia. En occidente, los usurpadores del Imperio Galo, Póstumo (260- 268), Leliano (268), Marco Aurelio Mario (268- 269), Victorino (269- 271), Domiciano II (271), y Tétrico (271-274), lograron defender las fronteras de las provincias de Britania, Galia y Hispania. Eutropio escribe:

"Habiendo dejado así Galieno el estado, el Imperio Romano fue salvado en Occidente por Póstumo y en Oriente por Odenato".
(Eutropio, Breviarium historiae romanae, 9, 11.)

Póstumo había logrado, de hecho, establecer un imperio en Occidente, centrado en las provincias de la Germania inferior y la Galia Bélgica, a las que se unieron poco después el resto de las provincias galas, británicas e hispanas y, por un corto período, también Recia.
Estos emperadores no solo formaron su propio Senado en su centro principal de Treveris y atribuyeron los títulos clásicos de cónsul, Pontifex Maximus o tribuno de la plebe a sus magistrados en nombre de la eterna Roma, sino que también asumieron el título imperial normal, acuñando monedas en la ceca de Lugdunum, aspirando a la unidad con Roma y, lo que es más importante, nunca pensando en marchar contra los llamados emperadores "legítimos", como Galieno, Claudio el Gótico, Quintillo o Aureliano, que gobernaron sobre Roma, es decir, sobre Italia, las provincias de África occidental hasta Tripolitania, las provincias del Danubio y el área de los Balcanes. Por el contrario, sentían que tenían que defender las fronteras de Renania y la costa gala de los ataques de las tribus germánicas de francos, sajones y alamanes. El Imperium Galliarum fue, por lo tanto, una de las tres áreas territoriales que permitió preservar su parte occidental en Roma.
En Oriente, en cambio, fue el Reino de Palmira el que se hizo cargo del gobierno de romano sobre las provincias de Asia Menor, Siria y Egipto, defendiéndolas de los ataques de los persas sasánidas, primero con Odenato (262-267), designado por Galieno Corrector Orientis, y luego por su viuda secesionista, Zenobia (267-271). Durante el reinado de Valeriano, el príncipe de Palmira, Septimio Odenato, perteneciente a una familia que había obtenido la ciudadanía romana bajo Septimio Severo, después de un intento fallido de alianza con el gobernante sasánida de Persia, Sapor I, hijo de Ardashir I, se acercó a su emperador, Valeriano, quien, en 258, lo reconoció como vir consularis. El emperador romano, sin embargo, fue derrotado y hecho prisionero en 260, en la batalla de Edesa por Sapor I. La intervención de Odenato fue providencial para el destino del Oriente romano. El príncipe Palmireno logró, de hecho, infligir pérdidas significativas al enemigo, tanto que el emperador Galieno, le confirió numerosos títulos honorarios, incluido el de Palmyrenicus y dux Romanorum.
Las campañas militares posteriores de Odenato contra los sasánidas, condujeron a la reconquista de las fortalezas de las antiguas provincias romanas de Mesopotamia y Capadocia, y, a su vez, llevaron a los ejércitos romano-palmirenos a asediar a Sapor I en su capital, Ctesifonte. Gracias a estas victorias Galieno obtuvo el título honorífico de persicus maximus, y Odenato el de "Corrector Orientis", con jurisdicción sobre la mayoría de las provincias romanas orientales. Más tarde, Odenato fue reconocido con el título de rey de reyes, que lo comparó con el Gran Rey de Persia, Sapor I. Los límites del poder de Odenato, en esos años, se extendieron hacia el norte, desde las montes Tauro, hacia el sur, hasta el Golfo Pérsico.

### Casus belli
A finales de 267 o tal vez a principios de 268, Odenato fue asesinado en Emesa, junto con su hijo Hairan (o Herodes o Herodiano), asesinados por Maconio, primo o sobrino, según las fuentes, de Odenato, por mandato de Zenobia, reina consorte de Odenato. Poco después de su muerte, su viuda Zenobia tomó el poder en nombre del hijo menor, Vabalato, con el objetivo de mantenerse independiente de Roma, creando así un imperio de Oriente que se colocaría junto al de Roma.
Galieno quiso marchar contra ella, pero una invasión de los Godos en 267 y una posterior invasión de los hérulos, impidieron que marchara al este. La "Vita Gallieni" informa que el emperador envió a su general Aurelio Eramidno contra Palmira, designadolo dux de la expedición destinada a recuperar el control de la frontera con Persia después de la muerte de Odenato en 267, pero fue derrotado por los palmirenos de Zenobia, dirigidos por el general Zabdas. Según algunas interpretaciones alternativas, esta expedición no tuvo lugar bajo Galieno sino bajo su sucesor Claudio el Gótico o puede que no haya sucedido en absoluto. Sin embargo, a la luz de estos eventos, se fortaleció la creencia de que el Imperio de Palmira tenía la misión de gobernar el Este y Zenobia, tutor-regente de su hijo Vabalato, solo después de la muerte del emperador, Claudio, que ocurrió en 270, dirigió la rebelión contra la autoridad imperial.
Durante los primeros años, Zenobia se limitó a preservar y fortalecer el reino dejado por su esposo, desde Cilicia, a Siria, Mesopotamia, hasta Arabia, manteniendo buenas relaciones con Roma. Entonces la reina comenzó a forjar lazos con el rey sasánida Sapor I, que estaba en guerra contra los romanos. A partir de 269/270 Zenobia implementó una política de expansión, nombrado comandante supremo de las tropas palmirenas al hábil general de Septimio Zabdas y enviándolo para extender su poder a las fronteras de Bitinia y Egipto.

## Campaña
En 270 Aureliano se convirtió en emperador. Inicialmente reconoció los títulos de vir clarissimus rex e imperator dux Romanorum en Vabalato, tanto que en el Imperio de Palmira se acuñaron las monedas con un lado con la efigie de Vabalato, el imperator dux Romanorum y por el otro Aureliano, mientras que Zenobia, por su parte, recibió el título de Augusta.

### Operaciones de 271
Aureliano, habiendo resuelto los problemas que tenía en Italia, decidió corregir todos las fallos del sistema defensivo romano, restaurando la integridad imperial hasta sus viejas fronteras, comenzando por el Imperio de Palmira. Como primer movimiento, envió al futuro emperador, Marco Aurelio Probo, a Egipto y recuperó los territorios perdidos un par de años antes para la causa imperial en beneficio del Imperio de Palmira. Probo logró devolver los territorios egipcios a la jurisdicción del imperio central de Roma.

### Operaciones de 272
Aureliano redujo sin resistencia la provincia de Bitinia, tomando Ancira y Tiana, esta última por traición. Aureliano fue misericordioso con esta última ciudad, respetando a los habitantes y ejecutando al traidor que le había abierto las puertas. Dado que Aureliano, durante el asedio, enojado por la resistencia de la ciudad, había jurado que no dejaría vivo a un perro después de su captura, el ejército romano le pidió permiso al Emperador para saquear la ciudad y exterminar a la población. Aureliano respondió:

«No he jurado esto. Mata a los perros, te lo permito.»
(Historia Augusta, Divus Aurelianus, 23.2.)

Después de lo cual el ejército, decepcionado por el desvanecido botín, obedeció sin dudarlo. Según la leyenda, la clemencia de Aureliano hacia los habitantes de Tiana se debe a una aparición soñada por el filósofo Apolonio, quien le dijo en latín:

"Aureliano si quieres ganar, perdona a mis conciudadanos".
(Historia Augusta, Divus Aurelianus, 24.4)

Mientras tanto, Zenobia estaba preparando un poderoso ejército bajo el mando de Zabdas, quien había conquistado Egipto en nombre del Imperio de Palmira, formado en su mayoría por arqueros ligeros y caballeros acorazados.
Los ejércitos romano y palmireno se enfrentaron por primera vez en Immae, en Siria, no lejos de Daphne, un suburbio de Antioquía del Orontes. La caballería romana primero huyó, obligando a los jinetes enemigos a una persecución extenuante, los agotaron mediante pequeñas escaramuzas y finalmente derrotaron al cuerpo de caballería palmireno, seguramente bien armado pero no muy ágil en los movimientos. Después de la derrota, Zabdas huyó a Antioquía y, temiendo no ser recibido, mintió diciendo que había derrotado a los romanos y mostrando como prueba a un prisionero con túnica imperial que se parecía un poco a Aureliano. Una vez dentro, le dijo la verdad a Zenobia y la noche siguiente él y la reina se dirigieron, con un segundo ejército, hacia Emesa.
Aureliano llegó a Antioquía al día siguiente de la batalla, allí encontró la ciudad casi desierta: de hecho, la mayoría de los habitantes, asustados por la llegada del ejército imperial, habían huido. Aureliano, al darse cuenta, inmediatamente consiguió convencer a los ciudadanos que habían huido de que regresaran con la promesa de que no les haría daño alguno, ya que se habían visto obligados a obedecer a la usurpadora por necesidad y no por voluntad. Zenobia, al salir de Antioquía, había dejado en una colina con vistas al pueblo de Daphne un ejército para mantener a Aureliano tanto como sea posible en Antioquía y darse más tiempo para reagruparse y levantar un ejército capaz de luchar a la par de Aureliano. Sin embargo, esta guarnición fue derrotada por el emperador, quien, después de abandonar Antioquía, sometió a las ciudades de Apamea, Larissa y Aretusa, la cual le abrió las puertas. Al llegar a Emesa, se enfrentó a las tropas de Zenobia y Zabdas, que ascendían a 70.000 hombres y, a pesar de la superioridad de la caballería palmirena, más numerosa que la romana, Aureliano obtuvo una nueva victoria sobre la usurpadora.  Al entrar en Emesa, ordenó que se construyera un nuevo templo, dedicado al dios Sol invictus.
Después de estas derrotas, a Zenobia le fue imposible preparar un tercer ejército y se preparó para resistir al asedio de Palmira que Aureliano pronto emprendería. Mientras tanto, el emperador envió a Probo a subyugar a Egipto y se dirigió a Palmira cruzando el desierto y enfrentando a los merodeadores sirio-árabes, quienes en el transcurso de una pequeña confrontación, lograron herirlo. Aureliano por lo tanto, comenzó el asedio de Palmira, pero, dudando de la protección de los dioses y del resultado del asedio, le propuso a Zenobia la rendición prometiéndole grandes honores si ella se rendía y a los ciudadanos de Palmira sus antiguos privilegios, sin embargo, Zenobia se negó. La reina esperaba que el hambre obligara a los romanos a abandonar el asedio y que recibiría una gran ayuda de los persas. Pero el rey sasánida Sapor acababa de morir y solo se enviaron pequeñas ayudas persas que, sin embargo, fueron fácilmente interceptadas y derrotadas por las legiones romanas. Los convoyes llegaban regularmente de Siria y pronto Probo, recién llegado de la reconquista de Egipto, se unió a su emperador en Palmira. Zenobia luego decidió subir al más rápido de sus dromedarios e intentar escapar, pero a sesenta millas de Palmira fue alcanzada y capturada por tropas romanas justo antes de cruzar el Éufrates. Poco después Palmira se rindió. Las provincias orientales nuevamente reconocieron la autoridad de Aureliano. Cuando el Emperador recibió a la prisionera Zenobia, él le preguntó por qué se atrevió a rebelarse contra los emperadores romanos, y ella respondió:

«Porque desdeñé considerar a Aureolo y Galieno como emperadores romanos. Te reconozco solo por mi ganador y Soberano».

Ella, temerosa por su vida, de hecho, el ejército había pedido que la ejecutarán, culpó de su rebelión a sus asesores, quienes con su consejo habían influido en sus decisiones, siendo una mujer, sexo débil, y por lo tanto fácilmente influenciable. Cierto Longino, secretario de Zenobia, culpable de haber escrito la carta con la que Zenobia había rechazado la rendición y castigado con la muerte, pagó el precio.

### Operaciones de 273
Mientras Aureliano regresaba a Occidente, llevándose a Zenobia y a su hijo Vabalato con él, recibió la noticia de que los habitantes de Palmira, bajo el mando de un tal Apseo, se habían sublevado, asesinando al gobernador local y congraciándose con el praefectus Mesopotamiae y rector Orientis, un cierto Marcelino, de modo que él mismo asumió la púrpura imperial, en oposición a Aureliano. Como Marcelino no tenía sangre imperial, decidieron proclamar a un pariente de Zenobia, cierto Aquileo (o Antíoco) como emperador. Sin demora, Aureliano volvió para sofocar la rebelión. Una vez que el orden fue restablecido sin luchar, castigó con dureza a los habitantes de Palmira: no solo ordenó la ejecución de los rebeldes armados, sino también de mujeres, ancianos, niños y granjeros. La ciudad fue destruida, mientras que Aquileo/Antioco quedó en libertad, sin siquiera considerarlo digno de castigo por su absoluta irrelevancia. Sin embargo, los habitantes supervivientes pudieron reconstruir y poblar la ciudad.
Después de esta campaña, Palmira declinó, pasó de ser un próspero centro comercial a una ciudad oscura de pocos habitantes. Mientras tanto, Firmo, un amigo de Odenato y Zenobia y comerciante de profesión, organizó una revuelta en Egipto. Ocupada Alejandría, se proclamó Augusto y acuñó moneda, publicó edictos y organizó un ejército. Sin embargo, fue rápidamente derrotado por Aureliano y ejecutado. Una vez que todas estas revueltas fueron sofocadas y el este pacificado, Aureliano pudo regresar triunfante a Roma.

## Consecuencias
Aureliano regresó triunfalmente a Roma en 274. Veinte elefantes, cuatro tigres reales y más de 200 animales exóticos abrieron la procesión triunfal, seguidos por unos 1 600 gladiadores. Numerosos prisioneros de guerra de varias naciones fueron parte de la procesión, como godos, vándalos, roxolanos, sármatas, alanos, francos, suevos, alamanes y egipcios, y a diez guerreros godos se les atribuyó una ficticia estirpe amazónica. Sin embargo, los prisioneros más importantes fueron Zenobia, ex reina de Palmira, y Tetrico, ex emperador de los galos, vestidos suntuosamente. El carro de Aureliano fue tirado por cuatro ciervos o cuatro elefantes. La procesión fue finalmente cerrada por los senadores, el pueblo y el ejército. Al final de la procesión se celebraron numerosos juegos en los teatros, en el Circo Máximo, en el anfiteatro Flavio y una naumaquia.
El emperador fue muy generoso con los dos usurpadores; a Zenobia le otorgó una villa cerca de Tivoli, donde se convirtió en una matrona romana y sus hijas se casaron con ilustres romanos. Tetrico construyó un palacio en el Monte Celio, donde Aureliano fue invitado a cenar, y el emperador le nombró gobernador de Lucania mientras que su hijo se convirtió en un influyente senador.